# Challenge Ciclista a Mallorca 2016
La XXV Challenge Ciclista a Mallorca (oficialmente: Playa de Palma Challenge Ciclista a Mallorca), trascurrió entre el 28 y el 31 de enero de 2016. La carrera estuvo compuesta de 4 trofeos independientes dentro del UCI Europe Tour 2016 de categoría 1.1: Trofeo Felanich-Las Salinas-Campos-Porreras (oficialmente: Trofeo Campos-Santañí-Las Salinas), Trofeo Pollensa-Andrach (oficialmente: Trofeo Pollensa-Puerto de Andrach), Trofeo Sierra de Tramontana (Soller-Deyá) (oficialmente: Trofeo Sierra de Tramontana) y Trofeo Playa de Palma-Palma (oficialmente: Trofeo Palma).  Siendo un total de 623,3 km la suma de todos ellos.
Participaron 20 equipos. El único equipo español de categoría UCI ProTeam (Movistar Team); el único de categoría Profesional Continental (Caja Rural-Seguros RGA); los 2 de categoría Continental (Burgos-BH y Euskadi Basque Country-Murias) y la Selección de España. En cuanto a representación extranjera, estuvieron 9 equipos: el UCI ProTeam del Team Sky, Lotto Soudal, IAM Cycling, FDJ, Team Dimension Data, Etixx-Quick Step, Trek Factory Racing y Cannondale Pro Cycling Team; los Profesionales Continentales del Cofidis, Solutions Crédits, Bora-Argon 18, RusVelo y Roth-Skoda; los Continentales del GM Cycling Team y Bike Aid; y la Selección de Gran Bretaña.

## Clasificaciones

### Trofeos

#### 28-01-2016: Trofeo Felanich-Las Salinas-Campos-Porreras, 174 km
Las clasificaciones del primer trofeo fueron las siguientes:
| Posición | Ciclista             | Equipo              | Tiempo         |
| -------- | -------------------- | ------------------- | -------------- |
| 1        | André Greipel        | Lotto-Soudal        | 4 h 5 min 15 s |
| 2        | Sam Bennett          | Bora-Argon 18       | m.t.           |
| 3        | Edvald Boasson Hagen | Dimension Data      | m.t.           |
| 4        | Ramūnas Navardauskas | Cannondale          | m.t.           |
| 5        | Matteo Trentin       | Etixx-Quick Step    | m.t.           |
| 6        | Jonas Van Genechten  | IAM                 | m.t.           |
| 7        | Andrew Fenn          | Sky                 | m.t.           |
| 8        | Filippo Fortin       | GM Europa Ovini     | m.t.           |
| 9        | Marc Sarreau         | FDJ                 | m.t.           |
| 10       | Albert Torres        | Selección de España | m.t.           |

##### Otras clasificaciones
- Montaña:  Eneko Lizarralde (Euskadi Basque Country-Murias)
- Metas Volantes:  Domingos Gonçalves (Caja Rural-Seguros RGA)
- Sprints Especiales:  Xavier Canellas (Selección de España)
- Combinada:  Domingos Gonçalves (Caja Rural-Seguros RGA)

#### 29-01-2016: Trofeo Pollensa-Andrach, 153 km
Las clasificaciones del segundo trofeo fueron las siguientes:
| Posición | Ciclista           | Equipo           | Tiempo          |
| -------- | ------------------ | ---------------- | --------------- |
| 1        | Gianluca Brambilla | Etixx-Quick Step | 3 h 32 min 23 s |
| 2        | Michał Kwiatkowski | Sky              | a 2 s           |
| 3        | Zdeněk Štybar      | Etixx-Quick Step | m.t.            |
| 4        | Tiesj Benoot       | Lotto-Soudal     | m.t.            |
| 5        | Dylan van Baarle   | Cannondale       | m.t.            |
| 6        | Fabian Cancellara  | Trek-Segafredo   | m.t.            |
| 7        | Scott Thwaites     | Bora-Argon 18    | m.t.            |
| 8        | Alejandro Valverde | Movistar         | m.t.            |
| 9        | Leopold König      | Sky              | m.t.            |
| 10       | Giovanni Visconti  | Movistar         | m.t.            |

##### Otras clasificaciones
- Montaña:  Imanol Estévez (Euskadi Basque Country-Murias)
- Metas Volantes:  Imanol Estévez (Euskadi Basque Country-Murias)
- Sprints Especiales:  Imanol Estévez (Euskadi Basque Country-Murias)
- Combinada:  Imanol Estévez (Euskadi Basque Country-Murias)

#### 30-01-2016: Trofeo Serra de Tramuntana, 143,9 km
| Posición | Ciclista           | Equipo           | Tiempo          |
| -------- | ------------------ | ---------------- | --------------- |
| 1        | Fabian Cancellara  | Trek-Segafredo   | 3 h 41 min 48 s |
| 2        | Michał Kwiatkowski | Sky              | a 17 s          |
| 3        | Tiesj Benoot       | Lotto-Soudal     | m.t.            |
| 4        | Gianluca Brambilla | Etixx-Quick Step | m.t.            |
| 5        | Alejandro Valverde | Movistar         | m.t.            |
| 6        | Merhawi Kudus      | Dimension Data   | m.t.            |
| 7        | Maxime Bouet       | Etixx-Quick Step | m.t.            |
| 8        | Serge Pauwels      | Dimension Data   | m.t.            |
| 9        | Paul Voss          | Bora-Argon 18    | m.t.            |
| 10       | Tim Wellens        | Lotto-Soudal     | m.t.            |

##### Otras clasificaciones
- Montaña:  Louis Vervaeke (Lotto-Soudal)
- Metas Volantes:  Johann Van Zyl (Dimension Data)
- Sprints Especiales:  Ion Izagirre (Movistar)
- Combinada:  Adria Moreno (Selección de España)
- Equipos:  Sky

#### 31-01-2016: Trofeo Playa de Palma-Palma, 161,5 km
| Posición | Ciclista             | Equipo              | Tiempo          |
| -------- | -------------------- | ------------------- | --------------- |
| 1        | André Greipel        | Lotto-Soudal        | 3 h 50 min 53 s |
| 2        | Nacer Bouhanni       | Cofidis             | m.t.            |
| 3        | Dylan Page           | Team Roth           | m.t.            |
| 4        | Sam Bennett          | Bora-Argon 18       | m.t.            |
| 5        | Albert Torres        | Selección de España | m.t.            |
| 6        | Jonas Van Genechten  | IAM                 | m.t.            |
| 7        | Youcef Reguigui      | Dimension Data      | m.t.            |
| 8        | Ramūnas Navardauskas | Cannondale          | m.t.            |
| 9        | Lorrenzo Manzin      | FDJ                 | m.t.            |
| 10       | Marc Sarreau         | FDJ                 | m.t.            |

##### Otras clasificaciones
- Montaña:  Omar Fraile (Dimension Data)
- Metas Volantes:  Lluís Mas (Caja Rural-Seguros RGA)
- Sprints Especiales:  Tim Wellens (Lotto Soudal)
- Combinada:  Lluís Mas (Caja Rural-Seguros RGA)